# Kimiko Yoshida
Pour les articles homonymes, voir Yoshida.
 (mai 2025).
Si vous disposez d'ouvrages ou d'articles de référence ou si vous connaissez des sites web de qualité traitant du thème abordé ici, merci de compléter l'article en donnant les références utiles à sa vérifiabilité et en les liant à la section « Notes et références ».
Kimiko Yoshida (吉田 公子) est une artiste contemporaine japonaise. Elle est née à Tokyo en 1963.

## Biographie
Elle a suivi des études de photographie au Japon puis en France où elle vit et travaille depuis 1995.
Elle tire de l'expérience de son enfance la force d'inspiration. Elle déclare : « J'ai fui le Japon, parce que j'étais morte. Je me suis réfugiée en France, pour échapper à ce deuil. Quand j'avais trois ans, ma mère m'a mise à la porte. J'ai quitté la maison en emportant une boîte avec tous mes trésors. Je me suis réfugiée dans un jardin public. La police m'a retrouvée là, le lendemain. Depuis, je me suis toujours sentie nomade, vagabonde, fugitive. »
Son travail tourne essentiellement autour d'autoportraits. Dans une série récente, « Marry me », elle se représente en mariée pour retrouver les jeux de son enfance où elle inventait des robes de mariées pour ses poupées.
Elle fut exposée en 2004 aux Rencontres d'Arles, France.